# 패화
패화(貝貨)는 주화 돈이나 다른 형태의 실물화폐와 유사한 교환 매개체로, 한때 세계 여러 지역에서 흔히 사용되었다. 조개 화폐는 주로 온전한 조개 껍데기나 조개 껍데기 조각으로 이루어졌으며, 종종 비즈로 가공되거나 다른 형태로 만들어졌다. 무역에서 조개 껍데기의 사용은 직접적인 상품 교환으로 시작되었으며, 조개 껍데기는 장식품으로서의 사용 가치를 가졌다. 비즈가 상품으로서 사용되는 것과 돈으로서 사용되는 것의 구별은 경제인류학자들 사이에서 논쟁의 대상이 되어왔다.
조개 화폐는 아메리카, 아시아, 아프리카 및 오스트레일리아에 나타났다. 전 세계에서 통화로 가장 널리 사용된 조개는 돈조개의 껍데기였다. 이 종은 인도양에서 가장 풍부하며, 몰디브, 스리랑카, 말라바르 해안, 보르네오섬 및 기타 동인도 제도, 그리고 라스 하푼부터 모잠비크까지 아프리카 해안의 여러 지역에서 채집되었다. 돈조개 껍데기 화폐는 아프리카, 남아시아 및 동아시아의 무역 네트워크에서 중요한 부분이었다.

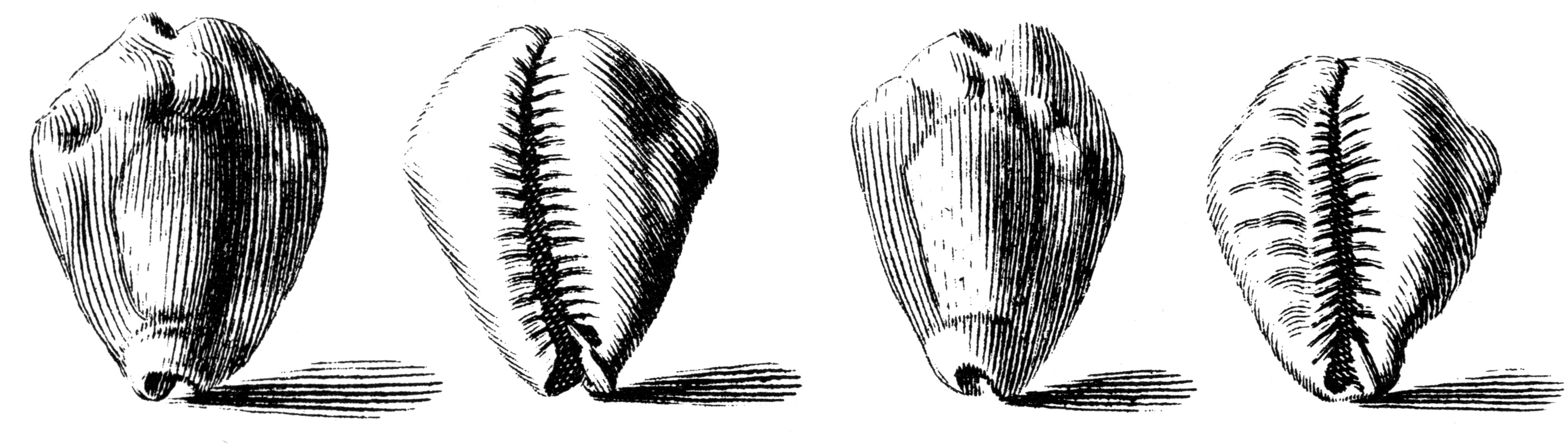
1742년 돈 돈조개, Monetaria moneta의 껍데기 그림.

## 북아메리카

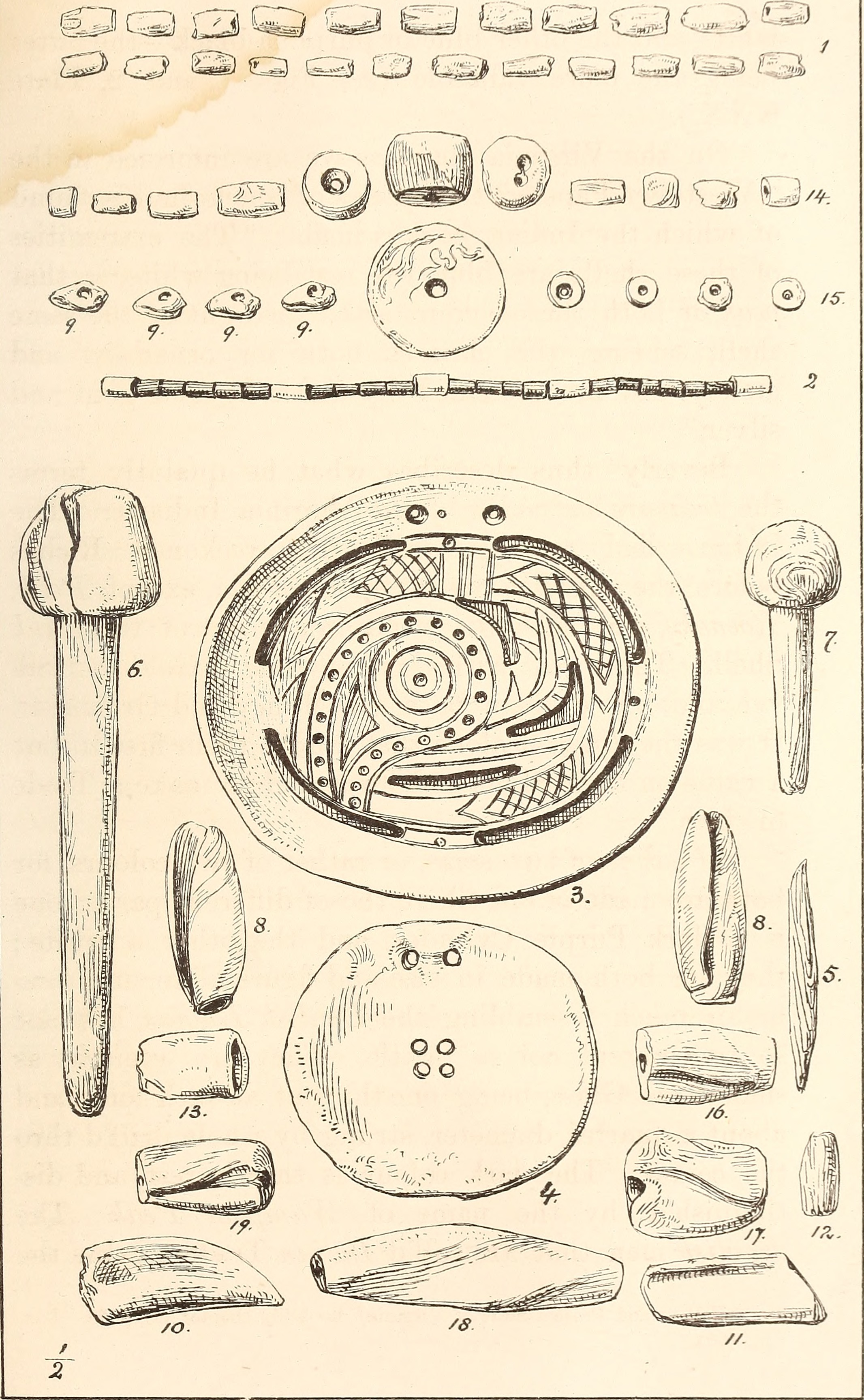
남부 인디언, 특히 조지아 부족의 유물 (1873)

북아메리카 동해안에서는 이로쿼이 연맹의 미국 원주민과 앨곤킨족 부족(예: 신네콕 부족)이 바다 이매패류인 북미산 비늘백합의 보라색 부분에서 잘라낸 왐펌이라는 비즈를 갈아서 만들었는데, 이는 일반적으로 돌비늘백합 또는 콰호그로 알려져 있다. 흰색 비즈는 콰호그 또는 고둥 껍데기의 흰색 부분에서 잘라냈다. 이로쿼이족은 이 조개 껍데기들을 끈에 길게 꿰거나 벨트로 엮었다.
알래스카주부터 캘리포니아주 북서부에 이르는 태평양 연안의 아메리카 원주민 부족들이 가장 가치 있게 여긴 조개는 굴족류의 여러 종 중 하나인 치아상패류였다. 굴족류 껍데기는 양쪽 끝이 자연적으로 열려 있어 실에 쉽게 꿰어질 수 있다. 이 조개 화폐는 정확한 조개 수보다는 길이에 따라 가치가 매겨졌다. 그들의 통화에서 가장 높은 단위인 "리구아(ligua)"는 약 6인치 길이였다.
남쪽으로 더 내려가 캘리포니아주 중부와 남부에서는 올리브고둥의 껍데기가 적어도 9,000년 동안 비즈를 만드는 데 사용되었다. 오래된 고고학 유적지 구성 요소에서 발견된 적은 수의 조개는 처음에는 돈보다는 장식품으로 사용되었음을 시사한다. 약 1,000년 전부터 얼마 지나지 않아, 캘리포니아 산타바바라 해협의 섬에 사는 추마쉬족 전문가들은 올리브 고둥 껍데기를 너무 많이 잘라내어 그들이 남긴 제조 잔여물 더미가 1미터 깊이에 달했다. 그 결과 만들어진 원형 비즈는 현재 남부 캘리포니아 전역에서 돈으로 사용되었다. 서기 약 1500년부터 19세기 후반까지, 캘리포니아 중부의 코스트 미워크족, 올로네족, 패트윈족, 포모족, 와포족은 해양 이매패류인 Saxidomus sp.를 사용하여 조개 화폐를 만들었다.

## 아프리카

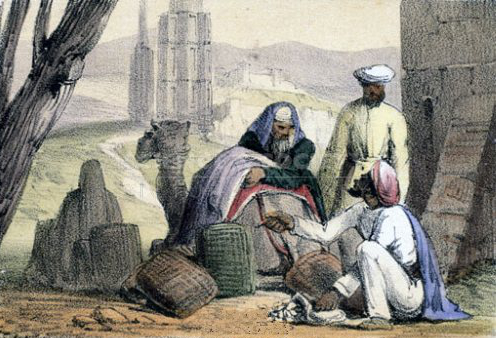
이 1845년 영국 삽화는 돈조개 껍데기를 돈으로 사용하는 아프리카 상인에 대한 화가의 인상을 보여준다.

아프리카에서는 19세기 중반까지 조개 화폐가 법정 통화로 널리 사용되었다. 빛나는 작은 올리브 바다 달팽이인 Olivella nana의 껍데기는 루안다 섬에서 수확되어 콩고 왕국에서 통화로 사용되었다. 심지어 북쪽으로는 베닌 왕국까지 거래되었다. 콩고에서는 님부(nzimbu) 또는 짐보(zimbo)라고 불렸다. 큰 달팽이, Achatina monetaria의 껍데기를 가운데가 뚫린 원형으로 잘라 벵겔라에서도 동전으로 사용되었다.
서아프리카에서는 돈조개 껍데기가 해안에서 멀리 떨어진 지역을 포함하여 널리 사용되었다. 16세기 초까지 유럽 상인들은 수천 파운드의 돈조개를 수입하여 천, 식량, 왁스, 가죽 및 기타 상품뿐만 아니라 노예와도 거래했다. 이러한 통화 흐름은 베닌 왕국, 우이다 및 해안을 따라 다른 강력한 국가들의 발전에 중요한 역할을 했다.:179-83 1500년에서 1875년 사이에 적어도 300억 개의 돈조개가 베냉만으로 수입되었으며, 이는 전체 무역 가치의 44%를 차지했다.:316 1850년경 독일 탐험가 하인리히 바르트는 카노, 쿠카, 간도, 심지어 팀북투에서도 널리 퍼져 있음을 발견했다. 바르트는 카넴-보르누 제국의 고대 지역 중 하나인 무니요마(Muniyoma)에서 왕의 수입이 3천만 개 조개로 추정되었으며, 모든 성인 남성은 매년 자신을 위해 1,000개, 모든 짐을 실은 황소에게 1,000개, 그리고 자신이 소유한 모든 노예에게 2,000개의 조개를 지불해야 했다고 전한다.
조개들은 40개 또는 100개씩 끈에 묶여 있었으며, 그래서 50개 또는 20개 끈이 달러를 나타냈다.
돈조개와 님부의 가치는 유럽 상인들이 공급을 얻은 지역보다 아프리카에서 훨씬 더 컸기 때문에 무역은 매우 수익성이 좋았다. 일부 경우에는 수익이 500%에 달했다고 한다. 그러나 이러한 통화 수입이 증가하면서 인플레이션이 발생하여 지역 경제에 피해를 주었다.:201
영국령 서아프리카의 일부 지역에서는 20세기 초까지 세금 납부 수단으로 돈조개가 여전히 받아들여졌으며, 규제되지 않은 환경에서의 통화 사용은 1960년대까지 지속되었다.:172, 208 1965년에 도입된 가나의 국가 통화인 가나 세디는 돈조개 껍데기에서 이름을 따왔다.

## 아시아

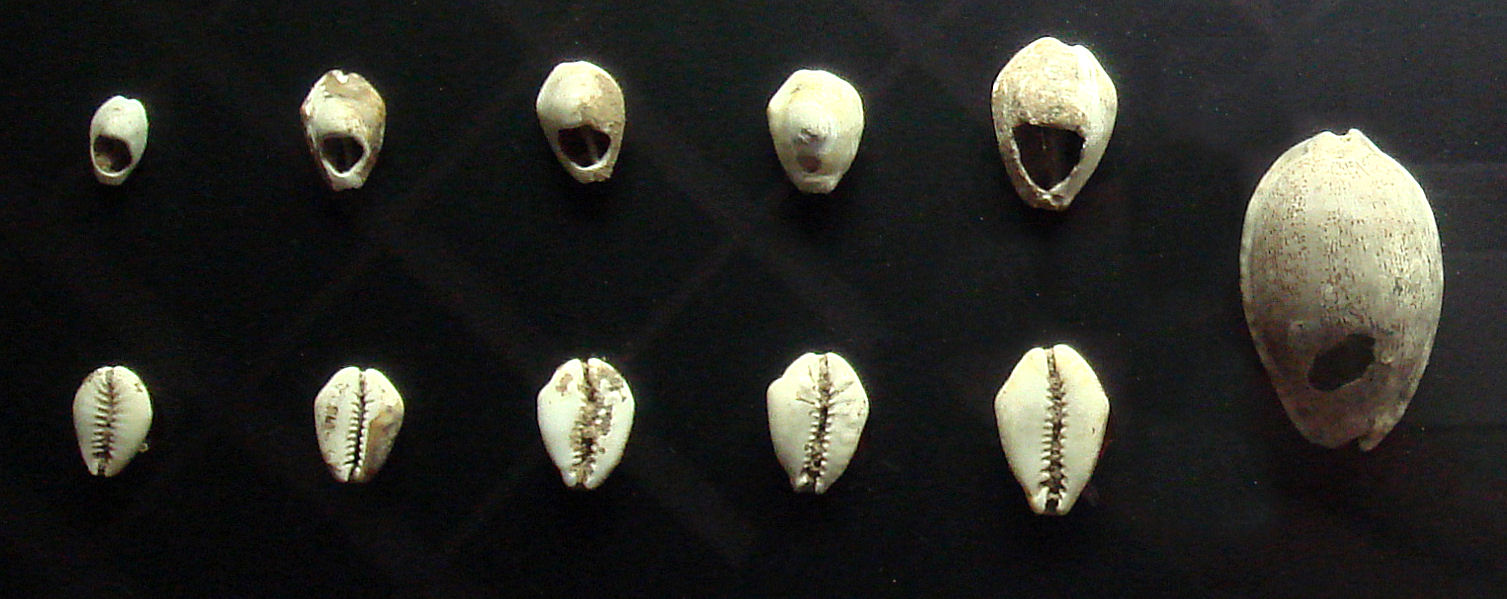
중국의 조개 화폐, 기원전 16-8세기.

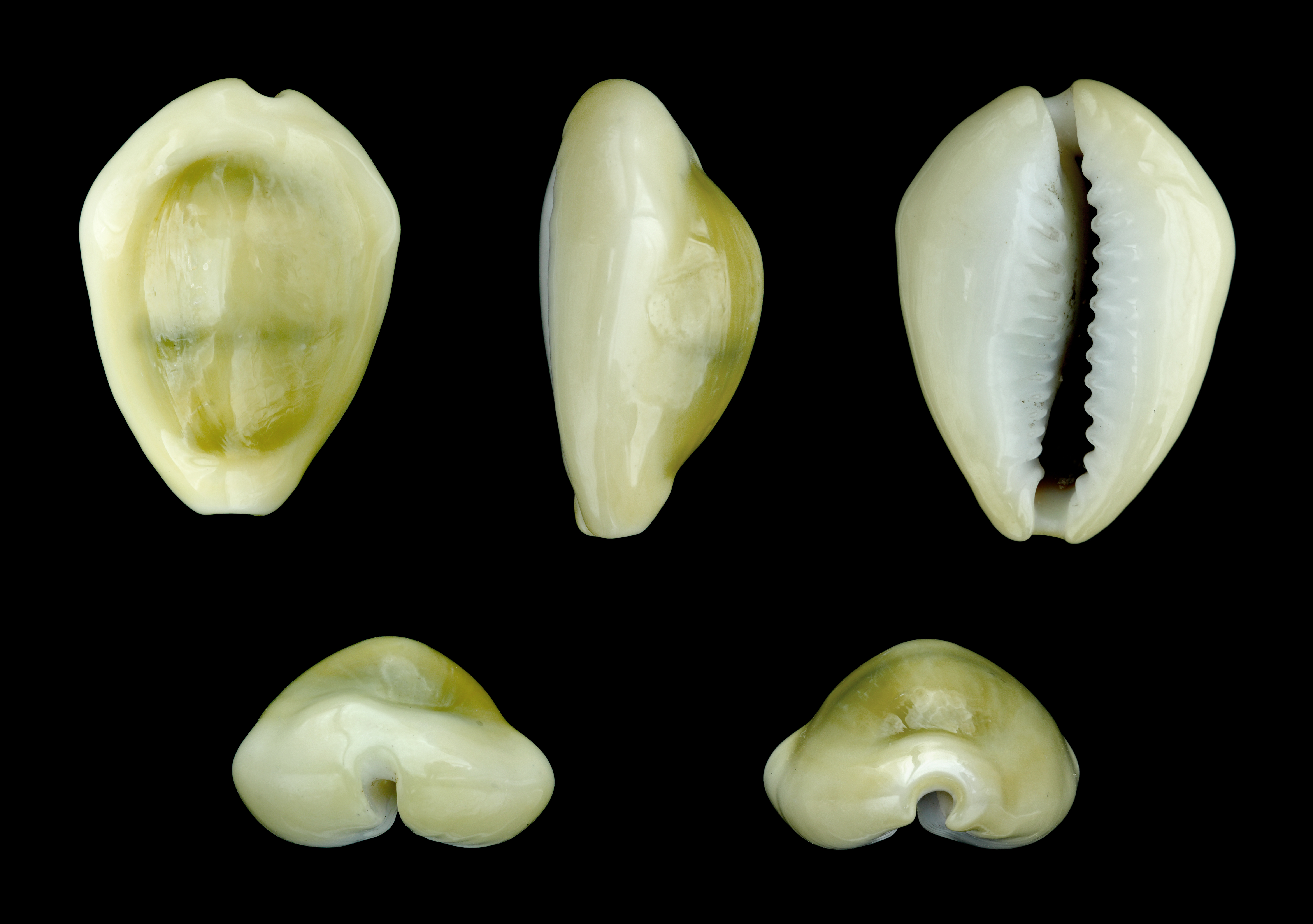
돈조개; 길이 2.6cm; 인도네시아 바투 제도 팔로우 텔로

중화인민공화국에서는 돈조개가 너무 중요해서 돈이나 무역과 관련된 많은 한자에 돈조개 글자인 貝가 포함되어 있다. 3천여 년 전부터 돈조개 껍데기나 그 모조품이 중국 화폐로 사용되었다. "돈/통화"를 뜻하는 한문 한자 부수인 貝는 돈조개 껍데기의 상형문자에서 유래했다.

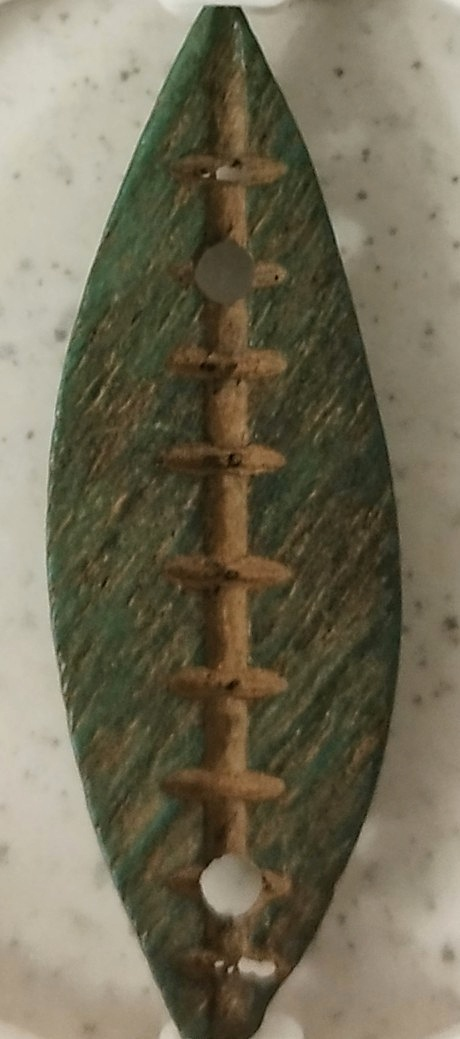
초록 뼈로 만든 돈조개 모조품, 중국 서주 시대(기원전 1046년-기원전 771년)-진나라; 길이: 40.3 mm

돈조개 또는 카우디는 고대부터 약 1830년까지 인도에서 교환 수단으로 사용되었다. 벵골에서는 2560개가 1 루피로 교환되었으며, 자세히는 4개의 돈조개는 1 간다(ganda), 5 간다는 1 부디(budis), 4 부디는 1 파나(pana), 16 파나는 1 카한(kahan), 그리고 10 카하나(kahanas)는 1 탄카(tanka)/루피와 같았다.
19세기 초 벵골에서 몰디브로부터의 연간 수입은 약 3만 루피에 달했다. 노예 한 명은 2만 5천 개의 돈조개로 팔렸다.
오리사에서는 1805년 영국 동인도 회사에 의해 카우디 사용이 은으로 대체되었다. 이는 1817년 파이크 반란의 원인 중 하나가 되었다.
동남아시아에서 시암 티칼 (태국 밧)의 가치가 약 0.5 트로이 온스(약 16그램)의 은에 해당했을 때, 돈조개(태국어: เบี้ย 비아)의 가치는 1⁄6400 밧으로 정해졌다.

## 오세아니아 및 오스트레일리아

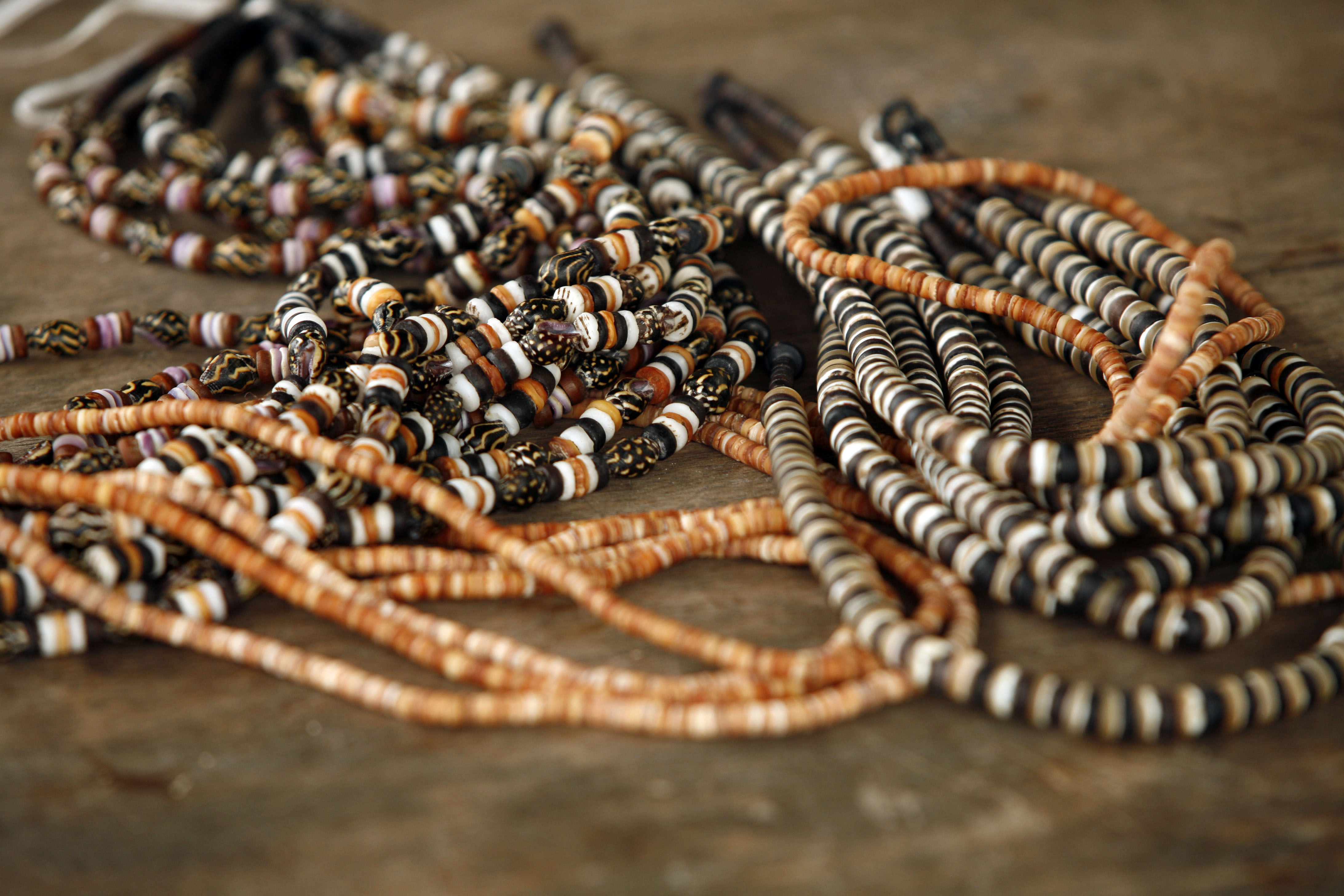
파푸아뉴기니 조개 화폐

오스트레일리아 북부에서는 부족마다 다른 조개 껍데기를 사용했으며, 한 부족의 조개 껍데기는 다른 부족의 눈에는 종종 전혀 가치가 없었다.
뉴기니섬 북쪽 섬들에서는 조개 껍데기를 조각으로 부러뜨렸다. 이 조각들에 구멍을 뚫고, 손가락 마디를 사용하여 실에 꿰어놓은 길이로 가치를 매겼다. 이 태평양 섬 주민들은 두 가지 조개 껍데기를 사용하는데, 하나는 뉴기니 해안에서 발견되는 돈조개이고, 다른 하나는 조각으로 부서뜨린 흔한 진주 조개 껍데기이다.
남태평양 제도에서는 Oliva carneola 종이 조개 화폐를 만드는 데 일반적으로 사용되었다. 1882년경까지 솔로몬 제도의 현지 무역은 조개 비즈 동전을 통해 이루어졌으며, 여성들이 힘들게 필요한 크기로 갈아내어 작은 조개 껍데기를 만들었다. 실제 필요한 것 이상은 만들지 않았고, 과정이 어려웠기 때문에 동전의 가치는 만족스럽게 유지되었다.
비록 현대 주화로 빠르게 대체되고 있지만, 돈조개 껍데기 통화는 솔로몬 제도에서 여전히 어느 정도 사용되고 있다. 껍데기는 장식된 천 조각으로 가공되며, 그 가치는 그것들을 만드는 데 소요된 시간을 반영한다.
파푸아뉴기니의 이스트 뉴 브리튼 섬에서는 조개 화폐가 여전히 사용되며, 파푸아뉴기니 키나로 교환할 수 있다.

## 중동
서아시아 일부 지역에서는 등면 또는 윗면에 밝은 주황색 고리 때문에 고리 돈조개라고 불리는 Cypraea annulus가 흔히 사용되었다. 많은 표본이 1845~1851년 님루드 발굴 작업에서 오스틴 헨리 레이어드 경에 의해 발견되었다. 오늘날의 방글라데시와 인도의 특정 지역에서도 이러한 종류의 오래된 돈조개가 발견되고 있다.

## 같이 보기
- 실물화폐
- 올리벨라 (복족류), 캘리포니아 원주민이 통화로 사용
- 마르기넬라, 북미 동남부 소림지 원주민이 통화로 사용
- 가시굴, 안데스산맥과 멕시코만의 원주민이 통화로 사용

## 내용주
1. ↑  Fauvelle, Mikael (2024). 《Shell Money: A Comparative Study》. 《Cambridge University Press》 (영어). doi:10.1017/9781009263344. ISBN 978-1-009-26334-4.
2. ↑  Davies 1994, Mauss 1950, Trubitt 2003
3. ↑  Geary, Theresa Flores. The Illustrated Bead Bible. 보관됨 2014-07-24 - 웨이백 머신 London: Kensington Publications, 2008: 305. ISBN 978-1-4027-2353-7.
4. ↑  Fauvelle, Mikael (2024년 2월 15일). 《Shell Money》. Cambridge University Press. doi:10.1017/9781009263344. ISBN 978-1-009-26334-4.
5. ↑  Fauvelle, Mikael (2024년 2월 15일). 《Shell Money》. Cambridge University Press. doi:10.1017/9781009263344. ISBN 978-1-009-26334-4.
6. ↑  Hughes and Milliken 2007
7. ↑  Arnold and Graesch 2001
8. ↑  Chagnon 1970; Milliken et al. 2007:117; Vayda 1967.
9. ↑  Hogendorn, Jan; Johnson, Marion (1986). 《The Shell Money of the Slave Trade》. 케임브리지 대학교 출판부. 19쪽. doi:10.1017/CBO9780511563041. ISBN 978-0-5115-6304-1.
10. 1 2 3  Green, Toby (2020). 《A Fistful of Shells》. UK: Penguin Books.
11. ↑  Eric Helleiner (2003). 《The Making of National Money: Territorial Currencies in Historical Perspective》. Ithaca and London: Cornell University Press.
12. ↑  Ardis Doolin (June 1985), "Money Cowries", Hawaiian Shell News, NSN #306
13. ↑  Fauvelle, Mikael (2024년 2월 15일). 《Shell Money》. Cambridge University Press. doi:10.1017/9781009263344. ISBN 978-1-009-26334-4.
14. ↑  Chattopadhyay, Devasis (2020년 11월 27일). “Cowries and the Slave Trade in Bengal”. 《PeepulTree》 (영어). 2023년 5월 28일에 확인함.
15. ↑  Sieber, Claudio (2019년 1월 24일). guinea-tolai-tribe-shell-money/ “In Papua New Guinea, a Tribe Still Uses Shells as Money” |url= 값 확인 필요 (도움말). 《Vice.com》 (영어). 2023년 4월 18일에 확인함.

## 더 읽어보기
- Pratt W. H. 1877–1880. Shell Money and Other Primitive Currencies. Proceeding Davenport Academy of Natural Sciences, volume II. page 38-46.
- Stearns, Robert E. C. (March 1869). 《Shell-money》. 《The American Naturalist》 III. 1–5쪽. Bibcode:1869ANat....3....1S. doi:10.1086/270343.
- Stearns, R. E. C. (June 1877). 《Aboriginal Shell Money》. 《The American Naturalist》 XI. 344–350쪽. Bibcode:1877ANat...11..344.. doi:10.1086/271901.